# Warframe
 (mai 2017).
Si vous disposez d'ouvrages ou d'articles de référence ou si vous connaissez des sites web de qualité traitant du thème abordé ici, merci de compléter l'article en donnant les références utiles à sa vérifiabilité et en les liant à la section « Notes et références ».
Warframe est un jeu de tir à la troisième personne en ligne de type free to play développé par Digital Extremes et disponible sur PC et sur diverses consoles, à savoir, PlayStation 4 et PlayStation 5, Xbox One, Xbox Series et Nintendo Switch.
Les joueurs incarnent les Tennos, des humains ayant des pouvoirs combattant à l'aide d'armures nommées « Warframes ». Ils œuvrent pour le maintien de l'équilibre dans le système solaire, réduisant les rangs des factions Grineers, Corpus et tentant d'éradiquer une épidémie mutante nommée Infestation.
Pour ce faire, les Tennos participent à différentes missions.

## Synopsis
Warframe se situe dans un futur lointain où le Système Solaire est déchiré entre les Grineers (une race de clones hautement militarisée), les Corpus (une méga-corporation de marchands possédant des technologies avancées en robotique et en laser) et les Infestés, les victimes du Virus Technocyte.
Le joueur joue le rôle d'un Tenno, un membre d'une quatrième faction dont la nature reste mystérieuse. Il est guidé dans ses missions par une entité appelée Lotus.

## Système de jeu

### Factions et syndicats
Il existe 6 grandes factions, les Tennos (incarnés par les joueurs), les Grineers, les Corpus, les Infestés, l'Empire Orokin et les Sentients.
Les Syndicats sont des groupes d'intérêt opérant à travers tout le Système Solaire et dissociés des différentes factions. Ces groupes possèdent leurs propres idéologies et leurs propres buts, en dépit du sort du Système et provoquent des désagréments avec les autres syndicats.

### Types de missions
- Assassinat : Les joueurs doivent éliminer un boss unique à chaque planète.
- Capture : Les joueurs doivent trouver une cible « VIP » dans un vaisseau ou une forteresse ennemie. Certains « VIPs » peuvent contre-attaquer, avoir moins de chemin à parcourir pour arriver à leur « Safe zone » où ils ne peuvent pas être capturés. Après avoir attrapé la cible « VIP » de la mission les Tenno doivent se diriger à l'extraction.
- Survie : Les joueurs doivent éliminer des hordes d'ennemis qui deviennent progressivement de plus en plus forts, en même temps de prendre des capsules de survie qui sont lâchées par des ennemis morts ou trouvées dans des caisses pour garder de l'oxygène. Les joueurs vont gagner une récompense à chaque 5 minutes passées dans la mission.
- Sauvetage : Les joueurs doivent trouver un otage allié dans un vaisseau ennemi, avec l'option de leur prêter leur arme secondaire. Ils doivent ensuite l'escorter jusqu'à l'extraction.
- Sabotage : Les joueurs doivent trouver et détruire le générateur d'énergie d'un vaisseau ou des machines de forage.
- Espionnage : Les joueurs doivent localiser et pirater un nombre de terminaux localisés dans des salles à haute sécurité. Si les joueurs sont détectés une alarme va être déclenchée et les données de la salle vont être supprimées en 25 secondes.
- Défense : Les joueurs doivent protéger un artefact des vagues d'ennemi. Les vagues deviennent de plus en plus fortes. Toutes les trois vagues, les joueurs vont avoir l'occasion de partir et de plus une récompense va être donnée et va s'additionner aux autres déjà gagnées dans la défense.
- Défense Mobile : Les joueurs prennent un datamass et ils doivent frayer leur chemin jusqu'à certain poste, les activer et les défendre des vagues d'ennemis.
- Extermination : Les joueurs doivent éliminer tous les ennemis présents d'un vaisseau ou d'une forteresse. Le nombre d'ennemis restant est affiché en haut à gauche (en dessous de la minimap).
- Invasion : Les joueurs vont s'allier avec une faction ennemie (Grineer, Corpus ou Infestés) en ordre pour combattre l'autre faction.
- Récupération : Les joueurs doivent retrouver leur objet volé après avoir été capturé par le Zanuka Hunter.
- Interception : Les joueurs doivent capturer 4 tours de communication et les défendre contre des ennemis qui tenteront de faire de même. Chaque tour capturée augmente la vitesse de déchiffrement d'une transmission. Lorsque le message est déchiffré à 100 %, les joueurs doivent tuer les ennemis restants puis auront l'opportunité de quitter la mission. À chaque fin de tour, les joueurs gagnent une récompense qui s'additionne aux précédentes.
- Excavation : Les joueurs doivent protéger des foreuses pour en récolter les ressources.
- Détournement : Les joueurs doivent prendre contrôle des cœurs de vaisseau de type Fomorian Grinneer ou un Land Rover Corpus et l'apporter à l'extraction.
- Sabotage de ruches : Les joueurs doivent traverser un vaisseau Corpus ravagé par les infestés dans un type de mission modifié de Sabotage. À la place d'une cible, les joueurs doivent détruire 3 ruches qui, une fois détruites, vont mettre un malus au joueur.
- Désertion (Update 19.12) : Les joueurs doivent escorter les survivants d'une infestation jusqu'aux vaisseaux d'évacuation en attente.
- Poursuite : Les joueurs doivent poursuivre et détruire un vaisseau Corpus ou Grineer en un temps imparti.

### Armes
Les Tennos peuvent emporter une arme principale, une arme secondaire, et une arme de mêlée. Il est fortement recommandé de prendre les trois types d'armes, puisqu'elles se complètent, mais un Tenno peut n'emporter qu'une ou deux armes pour acquérir plus rapidement de l'expérience dessus.
Il y a plusieurs types d'armes principales : fusils d'assauts, fusils à pompe, fusils de snipers, arcs, armes à projectiles (par exemple le lance-grenade Penta), et des armes spéciales (comme le lance-flamme Ignis). Les armes principales disposent souvent d'un plus grand nombre de munitions, d'une plus grande puissance et d'une plus grande portée que les armes secondaires.
Les armes secondaires sont pour la plupart des armes de poing ou des armes de jet (comme les étoiles Hikou, ou les Kunai). Bien qu'habituellement utilisées comme armes de secours lorsque l'arme principale n'est pas adaptée à la situation ou est à court de munition, certaines ont une puissance qui rivalise avec les armes principales.
Les Tennos emportent généralement une arme de mêlée en plus de leurs armes principales et secondaires. Celles ci peuvent être utilisées en attaque rapide, c'est-à-dire en gardant son arme à feu en main, ce qui permet de se débarrasser d'un adversaire gênant au contact. Il est également possible de ranger son arme à feu et de n'utiliser que l'arme de mêlée, ce qui donne accès à des capacités supplémentaires : parade des projectiles, concentration d'énergie dans l'arme, combos ...
Toutes les armes disposent d'emplacements d'amélioration. On peut utiliser des mods pour augmenter leurs dégâts, leur précision, la réserve de munitions...

## Développement
Le développement du projet Warframe a débuté le 8 août 2009, et a pour inspiration originale le jeu Dark Sector.
La première bêta ouverte débute en 2012, en 2013, le jeu est officiellement lancé. Depuis, les développeurs ne cessent de mettre le jeu à jour avec de nombreuses nouvelles fonctionnalités et de nouvelles quêtes principales.

## Warframes
La Warframe est un système d'armement avancé utilisable uniquement par les Tennos dans leurs missions au travers du Système Origine. Les Warframes possèdent des Boucliers qui peuvent se régénérer, une mobilité accrue et permettent l'utilisation d'une collection de capacités surnaturelles – toutes augmentant l'art meurtrier du combat traditionnel des Tennos.
A l'heure actuelle, Warframe permet de jouer 60 warframes différentes dont 46 warframes Prime jouables et 14 warframes jouables.
Le jeu est en permanente évolution avec des mises à jour régulières permettant d'ajouter des Warframes jouables 
Les Warframes sont : Ash ; Atlas ; Banshee ; Baruuk ; Caliban ; Chroma ; Citrine ; Cyte-09 ; Dagath ; Dante ; Ember ; Equinox ; Excalibur ; Frost ; Gara ; Garuda ; Gauss ; Gyre ; Grendel ; Gyre ; Harrow ; Hildryn ; Hydroid ; Inaros ; Ivara ; Jade ; Khora ; Koumei ; Lavos ; Limbo ; Loki ; Mag ; Mesa ; Mirage ; Nekros ; Nezha ; Nidus ; Nova ; Nyx ; Oberon ; Octavia ; Qorvex ; Protea ; Revenant ; Rhino ; Saryn ; Sevagoth ;  Styanax ; Temple ; Titania ; Trinity ; Valkyr ; Vauban ; Volt ; Voruna ; Wisp ; Wukong ; Xaku ; Yareli ; Zephyr.
Les Warframes Prime sont : Ash Prime ; Atlas Prime ; Banshee Prime ; Baruuk Prime ; Chroma Prime ; Ember Prime ; Equinox Prime ; Excalibur Prime ; Frost Prime ;Gauss Prime;Gara Prime ; Garuda Prime ; Grendel Prime; Harrow Prime ; Hildryn Prime ; Hydroid Prime ; Inaros Prime ; Ivara Prime ; Khora Prime ; Limbo Prime ; Loki Prime ; Mag Prime ; Mesa Prime ; Mirage Prime ; Nekros Prime ; Nezha Prime ; Nidus Prime ; Nova Prime ; Nyx Prime ; Oberon Prime ; Octavia Prime ; Rhino Prime ; Revenant Prime ; Saryn Prime ; Titania Prime ; Trinity Prime ; Valkyr Prime ; Vauban Prime ; Volt Prime ; Wisp Prime ; Wukong Prime ; Yareli Prime ; Zephyr Prime.

### Warframes de départ
Excalibur : Excalibur est une Warframe dont le thème est l'épée. En brandissant n'importe quelle lame, Excalibur découpe ses ennemis. Elle est l'une des trois Warframes de départ.
Mag : Mag est une Warframe basée sur la force magnétique. Elle dispose d'un très grand bouclier en contre-partie d'une armure plus faible et d'une puissance de capacité moins importante. Ses capacités ont un contrôle de foule important. Elle est l'une des trois Warframe de départ.
Volt : Volt est une Warframe capable de manipuler l'électricité afin de créer des court-circuits, des arcs électriques, des boucliers, ou encore s'en servir pour augmenter sa vitesse. Elle est l'une des trois Warframes de départ.